# Xálimego

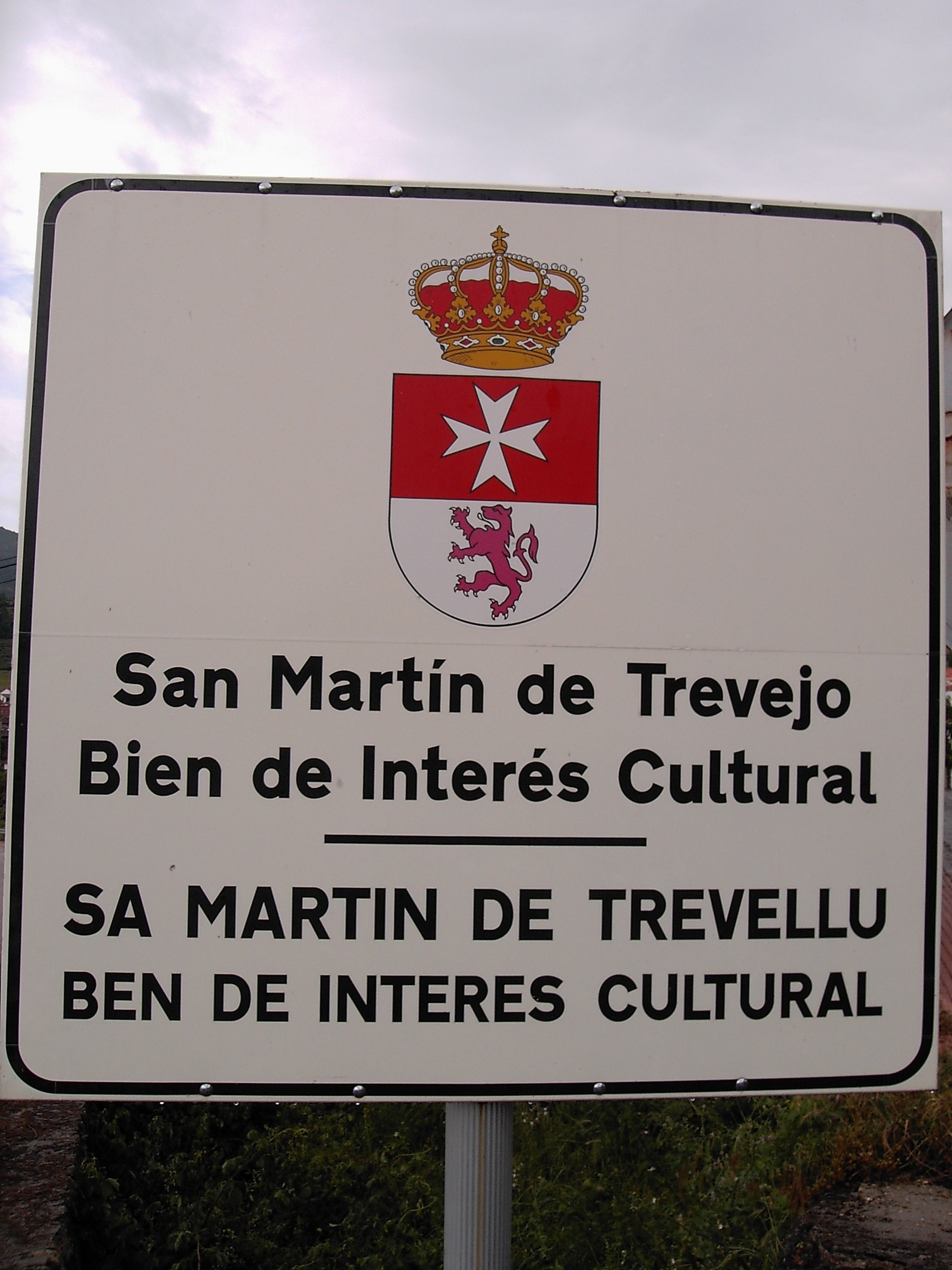
Cartello in lingua fala

Lo xalimego o Fala de Xálima (Parlata di Xálima), è una lingua romanza del gruppo galego-portoghese o  galiziano-portoghese con importanti influenze delle lingue asturiano-leonesi.
È parlata in Spagna da circa 10.500 persone, delle quali 5.500 vivono in una valle nel nord-ovest dell'Estremadura, vicino al confine portoghese.
I parlanti in lingua fala vivono in particolar modo  nei comuni di Valverde del Fresno, Eljas e San Martín de Trevejo.
Alcuni autori non considerano la fala una lingua, ma un dialetto del portoghese con influenze notevoli delle lingue asturiano-leonesi, poiché queste lingue appartenevano al Portogallo nei tempi antichi. Tuttavia, gli altri lo considerano un dialetto della lingua gallega.